# Manhattan (pijača)
Manhattan je eden od znanih klasičnih koktajlov. Kot suh Shortdrink (kratka pijača) spada med aperitive.

## Sestava
- 4 cl Canadian Whiskey
- 2 cl vermuta dry ali rosso
- 2 kapljici angosture

Glede na uporabljen vermut se Manhattan imenuje dry (suh, samo suh vermut), perfect (pol enega, pol drugega) ali sweet (sladek, samo rdeč vermut).

## Različice
Različice vsebujejo druge vrste viskija in druge aromatske dodatke namesto angosture. Pri tem se razmerje lahko spremeni v korist vermuta. 
Rory O'More vsebuje irski viski in pomarančno grenčico.
Affinity ali Rob Roy in Bobby Burns vsebujejo škotski viski, zadnji ima dodatek Benedictina.
Brooklyn vsebuje Rye Wiskey in malo maraskina.